# باقرهات-۳
باقرهات-۳ (به لاتین: Bagerhat-3) یک منطقهٔ مسکونی در بنگلادش است که در ناحیه باگرهات واقع شده‌است.